# 大源渡航电枢纽工程
大源渡航电枢纽工程位于湖南省衡阳市境内，为兼具蓄水、防洪、发电、船舶通行、公路运输综合水利枢纽。坝基位于湘江中游河段衡山县与衡东县境内，上距衡阳市62公里、距土谷塘枢纽坝址约100公里，下距株洲航电枢纽96公里。主体工程由由船闸、电站、泄水闸、坝顶公路桥组成。水坝区间面积7,957公里，正常蓄水位50米，库容4.51亿米³；电站装机总容量12万千瓦，多年平均发电量5.23亿千瓦时；设计为III级船闸，能一次通行一顶四艘千吨级驳船队，年通过能力1200万吨。坝顶公路桥全长678米，桥面宽8米。大源渡航电枢纽工程总投资20.97亿元，1995年12月20日动工建设，1998年12月31日船闸正式通航和电站首台机组并网发电，2000年5月1日库区工程基本完成。

## 官方网站
- 湖南省湘江航运建设开发有限公司